# S.S. Van Dine
S.S. Van Dine, właśc. Willard Huntington Wright (ur. 15 października 1888 w Charlottesville, zm. 11 kwietnia 1939 w Nowym Jorku) – amerykański pisarz i krytyk sztuki.

## Życiorys
Syn Archibalda Davenporta Wrighta oraz Annie Van Vrankien Wright. Urodził się w Charlottesville w Wirginii 15 października 1888. Studiował na Uniwersytecie Harvarda, ale nie ukończył studiów. W 1907 poślubił Katharine Belle Boynton z Seattle, z którą miał jedno dziecko. Rodzinę porzucił na wczesnym etapie małżeństwa, ale rozwód miał miejsce dopiero w październiku 1930, po czym Wright poślubił Eleanor Rulapaugh, malarkę portretową tworzącą pod pseudonimem Claire De Lisle.
Zmarł 11 kwietnia 1939 z powodu choroby serca spowodowanej nadmiernym piciem alkoholu.

## Twórczość
Willard Huntington Wright od 1909 był redaktorem literackim Los Angeles Times, znanym ze zjadliwych recenzji powieści kryminalnych i romansów. W 1916 opublikował pod swoim nazwiskiem pierwszą powieść w stylu naturalizmu, The Man of Promise. W 1911 Wright przeniósł się do Nowego Jorku, gdzie redagował magazyn literacki The Smart Set. Do 1914 opublikował na łamach czasopisma wiele niekonwencjonalnych opowiadań, po czym został zwolniony przez konserwatywnie nastawionego właściciela gazety. W 1915 opublikował swoje pierwsze książki na tematy filozoficzne i związane ze sztuką: What Nietzsche Taught oraz Modern Painting: Its Tendency and Meaning (wraz ze swoim bratem malarzem Stantonem Wrightem). Zwłaszcza ta druga książka (przegląd tendencji w malarstwie ostatnich stu lat oraz kierunki rozwoju malarstwa w kolejnych latach) spotkała się z zainteresowaniem publiczności, a Wrighta uczyniła jednym z ważniejszych amerykańskich krytyków sztuki. W kolejnych latach ukazywały się następne teoretyczne prace Wrighta na temat różnych zagadnień sztuki.
W 1917 nie poparł przyłączenia się Stanów Zjednoczonych do aliantów w I wojnie światowej, wskutek czego Wright został zawieszony jako dziennikarz, a nawet oskarżony o szpiegostwo na rzecz Niemiec (niesłusznie).
Podczas długiej choroby w 1923 spowodowanej depresją i uzależnieniem od kokainy przeczytał ponad 2000 powieści i nowel detektywistycznych. Postanowił samemu spróbować w tej dziedzinie literackiej. W 1926 ukazał się pierwszy tom związany z postacią fikcyjnego detektywa Philo Vance’a pt. The Benson Murder Case. Philo Vance zdradzał wiele wspólnych cech z autorem powieści, m.in. szeroką wiedzę z zakresu sztuki. Od początku Wright publikował pod pseudoniem S.S. van Dine, który powstał od skrótu "parowiec" i rzekomego starego nazwiska rodzinnego. Szybko jednak pseudonim został zdemaskowany (w 1928). Następne były tomy: The Canary Murder Case oraz The Greene Case. Cykl odniósł niezwykły sukces wydawniczy. Był tłumaczony na inne języki i ekranizowany. W filmach na podstawie powieści z serii z Philo Vance’em występowali m.in. William Powell, Basil Rathbone, Edmund Lowe i inni. Cykl Philo Vance’a przyniósł autorowi wielkie dochody w czasach wielkiego kryzysu, jednocześnie zmuszając go do tworzenia kolejnych tomów. Najmniej ciepło przyjęta została Sprawa morderstwa Gracie Allen, z udziałem jednej z największych gwiazd komediowych Stanów Zjednoczonych tamtego czasu, Gracie Allen.
W 1928 na łamach The American Magazine van Dine opublikował Dwadzieścia zasad pisania powieści kryminalnych (Twenty Rules for Writing Detective Stories), artykuł, który następnie stał się podstawą dla wielu pisarzy gatunku, w szczególności anglojęzycznych.

## Powieści kryminalne z Philo Vance’em
1. The Benson Murder Case, 1926 (Sprawa Bensona, wyd. pol. 1996)
2. The Canary Murder Case, 1927 (Martwy krzyk, wyd. pol. 1929; Morderstwo Margareth Odell, wyd. 1963)
3. The Greene Murder Case, 1928 (Tajemnica domu Greenów, wyd. pol. 1961; Dom nienawiści, wyd. 1991)
4. The Bishop Murder Case,  1929 (Piosenka śmierci, wyd. pol. 1961; Sprawa morderstwa Biskupa, wyd. pol. 2025[6])
5. The Scarab Murder Case, 1930 (Skarabeusz i śmierć, wyd. pol. 1991; Sprawa morderstwa skarabeusza, wyd. pol. 2025)[7]
6. The Kennel Murder Case, 1933 (Sprawa morderstwa kynologicznego, wyd. pol. 2024)[8]
7. The Dragon Murder Case, 1933 (Sprawa morderstwa smoka, wyd. pol. 2024)[9]
8. The Casino Murder Case, 1934 (Sprawa morderstwa w Kasynie, wyd. pol. 2024)[10]
9. The Garden Murder Case, 1935 (Sprawa morderstwa w ogrodzie, wyd. pol. 2024)[11]
10. The Kidnap Murder Case, 1936 (Sprawa porwania i morderstwa, wyd. pol. 2023)[12]
11. The Gracie Allen Murder Case 1938 (Sprawa morderstwa Gracie Allen, wyd. pol. 2023)[13]
12. The Winter Murder Case, 1939 (Sprawa morderstwa zimowego, wyd. pol. 2024)[14]